# اپستاین ۲۹۲۸
سیارک ۲۹۲۸ (به انگلیسی: 2928 Epstein، نامگذاری:1976GN8) دو هزار و نهصد و بیست و هشتمین سیارک کشف شده‌است که در ۵ آوریل ۱۹۷۶ کشف شد.
قدر مطلق سیارک برابر ۱۱٫۳۰ است.